# Vicente Morelatto
Vicente Morelatto (Estrela, 19 de maio de 1928 – Linha Bento Gonçalves, Cordilheira Alta, 09 de março de 1954) foi professor primário e poeta. Nasceu na cidade de Estrela no Rio Grande do Sul e viveu em Santa Catarina, na linha Bento Gonçalves, comunidade rural de Chapecó, atualmente pertencente ao município de Cordilheira Alta.  

## Biografia
Nascido em 19 de maio de 1928 na cidade de Estrela, no Rio Grande do Sul, onde posteriormente se mudou para o oeste catarinense com seus pais, João Terlk Morelatto e Letícia Telrk Morelatto. Vicente Morelatto casou-se com Beatriz Morelatto no ano de 1950 e teve três filhos Getúlio Morelatto, Ademar Morelatto e Odete Morelatto.
Foi um dos fundadores da Escola Mista Municipal Desdobrada de Linha Bento Gonçalves e atuou como professor primário. Vicente Morelatto também escreveu um poema em sextilhas ao modo da poesia de cordel, intitulado “História do incêndio da igreja de Chapecó e o linchamento de quatro presos” foi publicado no formato de um livreto em 1954 e conta a trágica história do linchamento de Chapecó, ocorrido em outubro de 1950, o seu objetivo era contar o que havia acontecido naquela pequena cidade e que era motivo de censura. O jovem professor e poeta faleceu de forma misteriosa aos 25 anos enquanto se deslocava para dar aulas na Linha Tigre, zona rural de Chapecó, atualmente pertencente a Xaxim, não pode ver o livreto “História do incêndio da igreja de Chapecó e o linchamento de quatro presos” que ficou pronto logo após o seu falecimento.

## História do incêndio da igreja de Chapecó e o linchamento de quatro presos

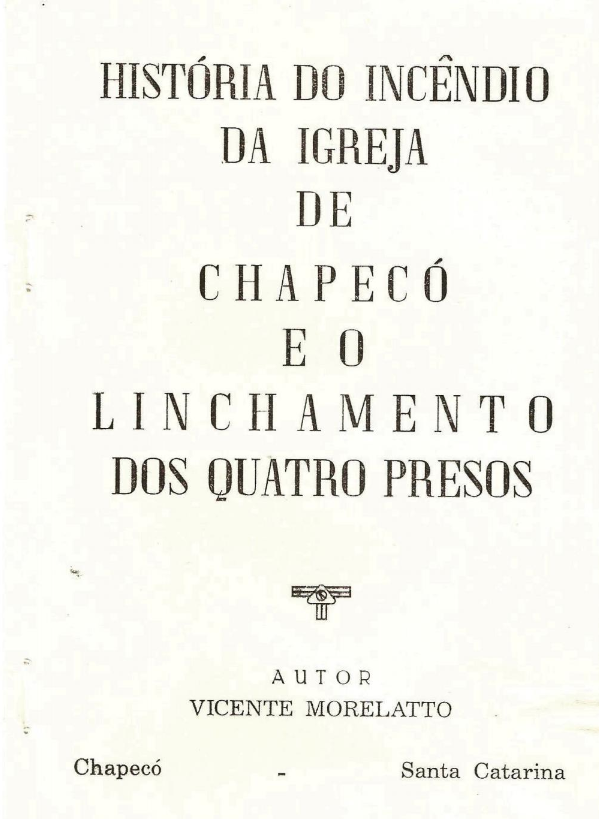
Capa do livreto de Vicente Morelatto publicado em 1954 que conta a história do Linchamento de Chapecó.

O livro publicado por Vicente Morelatto em 1954 conta, como cita em seu nome, a história do linchamento de Chapecó ocorrida no mês de outubro de 1950. O livro escrito em forma de poema conta com 120 estrofes que se estendem nas 32 páginas do pequeno livro, cerca de 11,5 cm por 15,5 cm conforme apresenta o historiador Fernando Vojniak, foi elaborado entre 15 de novembro de 1950 a 10 de janeiro de 1953 como consta nas suas páginas. A impressão foi feita apenas em 1954, sendo finalizada a montagem de cerca de 400 exemplares apenas alguns dias após a sua morte. Os exemplares foram retirados por familiares em um tipografia local que logo iniciaram a venda e circulação do poema, porém, os livros foram apreendidos pelas autoridades locais e a maioria foram destruídos, restando poucos exemplares originais.

## O Poeta da Chacina
Na década de 1990, a obra de Vicente Morelatto ressurge com a publicação do livro "O Poeta da Chacina" de Jovani Santos publicado em 1999 pela Editora Grifos (Atual Editora Argos). Nesta publicação é reeditado o poema História do incêndio da igreja de Chapecó e o linchamento de quatro presos”  com um estudo crítico da obra.

## O Poeta de Cordel
Em 2019 a produtora Margot Filmes publicou um documentário sobre a vida de Vicente Morelatto, intitulado "O Poeta de Cordel", que através de entrevistas com familiares rememoram a vida do poeta e resgatam um dos poucos exemplares originais que sobreviveram do livro. A publicação também acompanha uma reprodução fac-símile do livro de Morelatto impressa em uma tipografia parecida com a utilização na década de 1950, também é por um áudio livro com leituras dos poemas e um livreto com textos dos produtores Ilka Goldschmidt e Cassemiro Vitorino; e dos pesquisadores Monica Hass, Fernando Vojniak e Thiago Cinti Bassoni Santana.

## Vicente Morelatto: histórias de um autor e seu livro
Em 2022 é publicado o livro "Vicente Morelatto: histórias de um autor e seu livro", escrito pelo historiador e professor Fernando Vojniak através da Editora Humana, que aborda em forma de biografema a vida de Morelatto e o seu poema sobre o linchamento de Chapecó. O livro escrito por Vojniak investiga os caminhos que levaram o poeta a escrever o poema e publicar em 1954.

## Ver mais
- Linchamento de Chapecó
- Chapecó
- O Incêndio